# Batman: Soul of the Dragon
Batman: Soul of the Dragon es una película de superhéroes estadounidense animada directa a vídeo producida por Warner Bros. Animation y DC Entertainment. Es la película número 40 de la línea de Películas animadas originales del Universo DC. La película está dirigida por Sam Liu y con la producción ejecutiva de Bruce Timm y presenta una historia original que no se basa en ningún cómic. Está protagonizada por David Giuntoli como Bruce Wayne/Batman, Mark Dacascos como Richard Dragon, Kelly Hu como Lady Shiva, Michael Jai White como Ben Turner/Tigre de Bronce, James Hong como O-Sensei, Jamie Chung como Jade Nguyen y Josh Keaton como Jeffrey Burr.

## Argumento
En los años de juventud de Bruce Wayne, mientras se entrena para convertirse en un vigilante que lucha contra el crimen, viaja a Nanda Parbat, un monasterio secreto en la región del Himalaya del Hindú Kush, donde conoce a su cuidador, O-Sensei, y a otros cinco estudiantes que se entrenan en las artes marciales: Shiva, Richard Dragon, Jade, Ben Turner y Rip Jagger. O-Sensei acaba confiando a Shiva el Rompe Almas, una espada Muramasa que tiene en su poder, pero por lo demás sigue guardando el secreto de cierta puerta en el perímetro exterior del monasterio. Una noche, Rip penetra en la puerta prohibida y mata a Jade con el Rompe Almas, que es la llave de una puerta mística que custodiaba O-Sensei. Esta puerta se abre a la dimensión del hogar del dios serpiente Nāga; cuatro de sus sirvientes emergen y devoran a Rip antes de volverse contra O-Sensei y sus estudiantes. Bruce y los demás matan a los demonios, pero para cerrar la puerta, O-Sensei se sacrifica entrando en el reino de Nāga. La cámara se derrumba, dejando solo la puerta intacta.
Años más tarde, Richard descubre que el millonario Jeffrey Burr, líder de una peligrosa secta de serpientes llamada Kobra, se ha hecho con la puerta. Richard viaja a Gotham City para pedir ayuda a Bruce, pero son atacados por una banda contratada por el jefe de los asesinos de Burr, Schlangenfaust. Durante esta pelea, Richard se entera de que Bruce es Batman y que Schlangenfaust está buscando el Rompe Almas. Se dirigen a Gotham Chinatown para informar a Shiva, el señor del crimen residente, pero los cultistas les atacan allí, y Schlangenfaust aprovecha la distracción para robar la espada. Necesitando ayuda, los tres reclutan a Ben, y juntos rastrean a la secta hasta una isla fuertemente fortificada donde la secta ha tomado la puerta y se están preparando para abrirla sacrificando a varios niños secuestrados para el Rompe Almas. También se enteran por Ben que hace años había rastreado a Kobra tras descubrir que Rip era uno de sus miembros y que se enteró de que, debido a una oscura profecía, Burr significa convertirse en el avatar terrenal de Nāga.
Al llegar en avión, Bruce (como Batman), Richard, Shiva y Ben descienden en paracaídas y penetran las defensas de Kobra a través de un conjunto de catacumbas. Sin embargo, se encuentran con Schlangenfaust, que se revela como uno de los sirvientes demoníacos de Nāga. Mientras Batman y Ben luchan contra Schlangenfaust, Richard y Shiva impiden el sacrificio de los niños y se enfrentan a los miembros de la secta. Al vencer a sus oponentes, acorralan a Burr en la puerta, pero este vuelve al Rompe Almas contra sí mismo, abriendo la puerta. Nāga emerge, habiendo poseído el cuerpo de O-Sensei, y rápidamente abruma a los compañeros. Nāga revela que Richard es su verdadero anfitrión destinado y trata de seducirlo con promesas de poder, pero Richard se niega y con algo de ayuda de Batman, utiliza el Rompe Almas para desterrarlo apuñalado a O-Sensei.
Liberado del dominio de Nāga, O-Sensei se despide de sus alumnos antes de morir en sus brazos. Para cerrar la puerta para siempre, Batman entra en la dimensión de Nāga empuñando el Rompe Almas, pero Richard, Shiva y Ben le siguen de buena gana. Una vez cerrada la puerta, los cuatro se preparan para la batalla contra Nāga y su horda de demonios.

## Reparto
- David Giuntoli como Bruce Wayne/Batman
- Mark Dacascos como Richard Dragon
- Kelly Hu como Lady Shiva. Hu le dio voz previamente al personaje en el videojuego Batman: Arkham Origins.
- Michael Jai White como Ben Turner/Tigre de Bronce. White interpretó previamente al personaje en la serie de televisión de CW Arrow.
- James Hong como O-Sensei
- Jamie Chung como Jade Nguyen[2]
- Josh Keaton como Jeffrey Burr
- Chris Cox como Rip Jagger[4]
- Robin Atkin Downes como Schlangenfaust
- Grey DeLisle como Lady Eve
- Patrick Seitz como Sir Edmund Dorrance/King Snake
- Eric Bauza como Axe Gang Leader
- Erica Luttrell como Silver St. Cloud

## Producción
La película se anunció el 13 de agosto de 2020, junto con el elenco de voces de la película. Cuenta con una historia original ambientada en la década de 1970.

## Estreno
Fue estrenada en plataformas digitales el 12 de enero de 2021 y fue lanzada en DVD el 26 de enero de 2021.